# 스푸트니크 (뉴스 통신사)

스푸트니크는 러시아 국영 통신사다.

## 역사
2014년 11월 10일, 러시아 정부가 소유한 언론사 로씨야 세고드냐가 스푸트니크를 설립했다. 본부는 모스크바에 있으며, 지역 편집국이 워싱턴 DC, 카이로, 베이징, 베를린, 런던, 인도, 에딘버그에 있다.
32개 국어로 서비스를 하지만, 한국어 서비스는 없다.
러시아의 소리 방송을 개명한 것이다.

## 같이 보기
- 러시아의 우크라이나 침공에 대한 허위 정보
- 스푸트니크 (잡지)